# 辛迪图尔夫欣德纳加尔
辛迪图尔夫欣德纳加尔（Sindi Turf Hindnagar），是印度马哈拉施特拉邦Wardha县的一个城镇。总人口15549（2001年）。

## 人口
该地2001年总人口15549人，其中男性8039人，女性7510人；0—6岁人口1758人，其中男902人，女856人；识字率78.56%，其中男性为82.86%，女性为73.95%。